# Rix Morronzoo
Rix MorronZoo är en morgonshow på radiostationen Rix FM. Programmet sänds sedan 1 augusti 2018 över hela Sverige.

## Historik
Rix FM inledde sina morgonsändningar 1998 under namnet Rix Morronzoo med Jesse Wallin och Martin Loogna som de första programledarna. Programmet hade sin peak under mitten av 2000-talet med Roger Nordin, Titti Schulz och Gert Fylking.
Rix Morronzoo inledde den 15 september 2008 TV-sändningar i TV6. TV-sändningarna lades ned efter en säsong men under våren 2012 återupptogs TV-sändningarna av Rix FM:s morgonprogram, denna gång på TV3.
Våren 2013 lämnade Roger Nordin, Titti Schultz och Ola Lustig programmet. Programledarna ersattes av en ny trio bestående av Adam Alsing, Brita Zackari och Marko Lehtosalo. I januari 2015 ersattes Zackari av Laila Bagge. År 2016 lämnade Lehtosalo Rix Morronzoo av familjeskäl.
Den 30 november 2016 meddelade Christer Modig, affärsområdeschef radio på MTG Sverige i ett pressmeddelande att Adam Alsing till årsskiftet (2017) skulle sluta på Rix Morronzoo och bli ersatt av sin företrädare Roger Nordin. Sedan dess är han och Laila Bagge radarparet i Rix Morronzoo. Den 9 januari 2017 meddelades det att Marko Lehtosalo återvände till radioprogrammet, då som en återkommande bisittare till Roger och Laila.
Efter att Rix FM fått nationell täckning den 1 augusti 2018 blev Rix Morronzoo det största morgonprogrammet i svensk radio (både kommersiell radio och Sveriges Radio) och gick om konkurrenten Gry Forsell med vänner på Mix Megapol, som under flera år med ett större nätverk varit det största morgonprogrammet.

## Programledare

### Nuvarande

#### Huvudpersoner
- Roger Nordin (2000–2013, 2017–)
- Laila Bagge (2015–)

#### "Morronzookompisarna"
- Marko "Markoolio" Lehtosalo
- Hasse Aro
- Peter Settman
- Felix Herngren
- Måns Möller
- Marcus Oscarsson
- Olivia J Berntsson

### Tidigare programledare
- Martin Loogna (1998–2000)
- Jesse Wallin (1998–2000)
- Titti Schultz (1998–2010, 2012–2013)
- Gert Fylking (2000–2010)
- Sofia Wistam (2010–2011)
- Ola Lustig (2010–2013)
- Brita Zackari (2013–2015)
- Adam Alsing (2013–2016)
- Marko Lehtosalo (2013–2016, 2017-2020)
- Sebastian "Basse" Widman (2018-2021)
- Jesper Hagenborn (2021)
- Olivia J Berntsson (2021-2022)

## TV
Programmet har under två perioder också sänts på TV. Först under en period år 2008 klockan 07:25-09:00 på TV6 och även våren 2012 i TV3 kl. 06.30-09.00.

## Utmärkelser
Programmet och dess programledare har uppmärksammats vid diverse tillfällen.

### 2002–2006
- 2002 – Stora Radiopriset Gert Fylking, Privat Lokalradio, Morgonzoo Rix FM
- 2004 – Årets Personlighet, Privat Lokalradio Roger Nordin, Rix FM
- 2005 – Årets Personlighet Titti Schultz, Privat Lokalradio, Rix FM/MTG
- 2006 – Årets Morgonshow RIX Morronzoo, Rix FM
- 2018 – Rix Morronzoo och NENT Group Radios marknadsavdelning vann silver i IN HOUSE 2018 för Rix Morronzoos reklamkampanj "Bröllopskampanjen". Den 1 april uppdagades att brudgummen var Roger Nordin.